# Thalictrum peninsulare
Thalictrum peninsulare là một loài thực vật có hoa trong họ Mao lương. Loài này được (Brandegee) Rose miêu tả khoa học đầu tiên năm 1903.